# Lješ
Lješ (albanski Lezhë, talijanski Alessio, turski Leş, grčki Λισσός, Lissòs, makedonski Леска, Leska) je grad i okrug u sjeverozapadnoj Albaniji, na lijevoj obali Drima oko 9 kilometara od ušća u Jadransko more.

## Povijest
Lješ je osnovan još u grčko doba, oko 385. pr. Kr. kada je Dionizije I. od Sirakuze osnivao kolonije po istočnojadranskoj obali, pa je osnovao koloniju i koju je nazvao Lissos (Λισσός). Tijekom stoljeća je mijenjao vladare, tako su njime vladali Iliri, Grci, Makedonci, Rimljani, Bizantinci, Venecija, Turci. Slaveni su doseljavanja Slavena u jugoistočnu Europu formirali sklavinije uzduž jadranske obale koje su se prostirale od Lješa obalom sjeverno sve do unutrašnjosti Istre. U vrijeme formiranja sklavinija, Lješ je bio neovisan grad. Lješ je bio na vjerojatnom pravcu prolaska križara prema Istoku. U Lješu su stigli iz pravca Skadra i otamo su produžili u Drač. U Lješu je 1444. održana konvencija Lješke lige, kada su se lokalni vladari ujedinili protiv Turaka pod vodstvom Skenderbega. Također, u razrušenoj Lješkoj katedrali (koja je kasnije bila džamija Selmija) je pokopan Skenderbeg.
U Lješ i drugdje po Albaniji dolazili su trgovci iz Dubrovačke Republike.
U Balkanskim ratovima su ga srpske snage zauzele od Turaka. Nakon petosatne žestoke borbe 18. studenoga 1912. leteći odred pukovnika Milovana Plazine i ostale postrojbe Drinsko-albanskog odreda koje su bile većinom sastavljene od Užičana, Valjevaca i Podrinjaca. Prilikom osvajanja tvrđave u Lješu, susrele su se srpska i crnogorska vojska. Osvajanjem od srpskih snaga Srbija je tad ostvarila svoj plan izlaska na more. 

## Šport
U Lješu postoji sportsko društvo KS Besëlidhja Lezhë koje se bavi nogometom, hrvanjem i odbojkom na pijesku.

## Znamenite ličnosti
- Skenderbeg, albanski nacionalni junak
- Anton Kryezezi, lješki biskup
- Lekë Dukagjini, princ
- Gjergj Fishta, katolički svećenik i pjesnik
- Ndoc Gjetja, pjesnik
- Henri Ndreka, nogometaš
- Robert Grizha, nogometaš